# Heiligenhäuschen Alzenbach

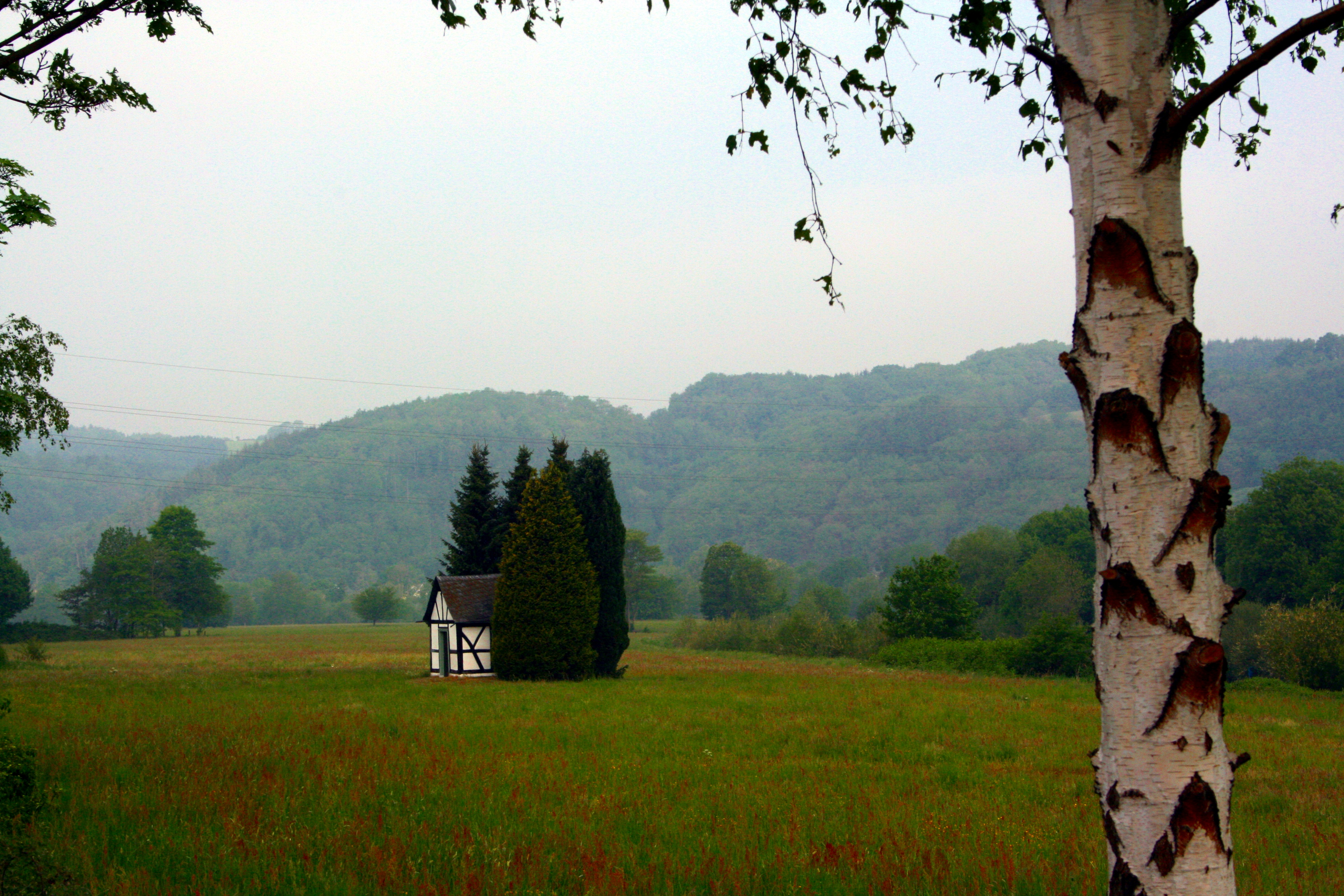
Das Heiligenhäuschen Halfterfähre

Das Heiligenhäuschen Alzenbach ist ein sakraler Kleinbau in der Ortschaft Eitorf-Alzenbach. Es wird auch als Apollonia-Kapelle bezeichnet, da es eine Statue der Heiligen beherbergt. Das Heiligenhäuschen liegt in den Siegauen beim Ortsteil Halfterfähre. Es wurde 2016 von der Gemeinde an den Heimatverein übergeben, der es grundlegend renovierte.

## Frühe Erwähnungen
Die ersten Nachweise für das Heiligenhäuschen stammen aus Pachtverträgen des Klosters Merten. 1729 werden zwei Morgen Land an Lichius aus Alzenbach verpachtet, davon einer beim Heiligenhäuschen. 1742 pachtete der ehrsame Peter Mullenbach im Eitorfer Auel einen Morgen beim Heiligenhäuschen. 1753 pachtete Heinrich Welteroth drei Morgen im Eitorfer Auel und noch einen Morgen anlegend bei Heiligenhäuslein. In der Katasterkarte von 1828 bis 1830 ist das Grundstück auf'm Appoloniengarten benannt.

## Sonstiges
Das Heiligenhäuschen ist unter der Nr. 30 in die Liste der Baudenkmäler in Eitorf eingetragen. 1981 wurde das Heiligenhäuschen von Pastor Brus im Zuge einer Prozession neu eingeweiht.